# Plan Lehner
Het Plan-Lehner is de uitvoering van een plan voor het openbaarvervoernet van de Haagse Tramweg Maatschappij (HTM), dat is opgesteld door de Duitse verkeerskundige Friedrich Lehner in 1964. Zijn opdracht behelsde het geven van adviezen over het Haagse openbaar vervoer en het nemen van rationaliserings- en saneringsmaatregelen. Het plan is in de jaren 1965 en 1966 in drie fases voor bijna 100% uitgevoerd.

## Voorgeschiedenis
Friedrich Lehner (17 december 1900 – 3 maart 1979) was een Duits ingenieur en verkeerskundige die in 1938 de leiding kreeg van het vervoersbedrijf in Leipzig en na de Tweede Wereldoorlog van Keulen. In 1954 werd hij directeur van het vervoerbedrijf in Hannover (ÜSTRA). Daar werden onder zijn directeurschap de meeste interlokale tramlijnen opgeheven en de eerste plannen gemaakt om in Hannover een U-Bahn te bouwen. Hij werkte ook veel als adviseur van Duitse en Nederlandse vervoersbedrijven.
In 1963 gaf de gemeente Den Haag, als eigenaar van de HTM, een andere Duitse verkeerskundige, Prof. Dr. Ir. K. Leibrand, de opdracht een advies te geven over de toekomstige grote vervoersstromen in de stad, met inbegrip van de toekomst van de tramexploitatie in de stad, en een buslijnennet te ontwerpen. Leibrand moest de opdracht echter teruggeven, omdat hij door zijn oorlogsverleden in opspraak was geraakt. De gemeente wendde zich vervolgens tot Lehner, ook een Duitser, maar met een onbelast oorlogsverleden. Hij stelde als eerste dat de tram de toekomstige ruggengraat van het openbaar vervoer diende te zijn en dat de bus een toevoerfunctie had voor de tramlijnen.
Lehners concept stelde in principe de toekomst van de Haagse tram veilig. Hij stelde dat de tram de ruggengraat van het lijnennet moest worden en zou moeten worden uitgebreid naar de satellietstad Zoetermeer, de naoorlogse uitbreidingswijken (Vrederust, Berestein en Loosduinen) en de randgemeenten Rijswijk en Leidschendam. Deze visie baseerde hij op de bevolkingsprognose van de regio (zij zou een piek van 1.000.000 inwoners gaan bereiken). De negatieve milieueffecten van bussen in de stad en de grotere capaciteit van trammaterieel speelden een grote rol, en daarmee het effectiever en efficiënter zijn in de hoeveelheid te vervoeren reizigers per eenheid. Op langere termijn stelde hij voor enkele zeer zware assen geschikt te maken voor semi-metro.
Tevens adviseerde hij standaardisatie van het busmaterieel voor de grote steden Amsterdam, Rotterdam, Den Haag en Utrecht. Een advies dat gelijk liep met de Nederlandse Commissie Standaardisering Autobusmaterieel, die reeds in 1961 ingesteld was. Ook zag Lehner de PCC-car als het ideale tramtype voor Den Haag: snel, betaalbaar door de eenmansexploitatie, met voldoende capaciteit en bij drukte koppelbaar in treinschakeling tot drie eenheden. Hij was een voorstander van vrije banen voor bus én tram en voorrang bij verkeerslichten. Ondertunneling op drukke trajecten was een ander stokpaardje van hem. Zo adviseerde ook hij onder de Grote Marktstraat en het Spui tramtunnels aan te leggen, een visie die voor een deel 40 jaar later werd uitgevoerd.

## Uitvoeringsfases en genomen maatregelen

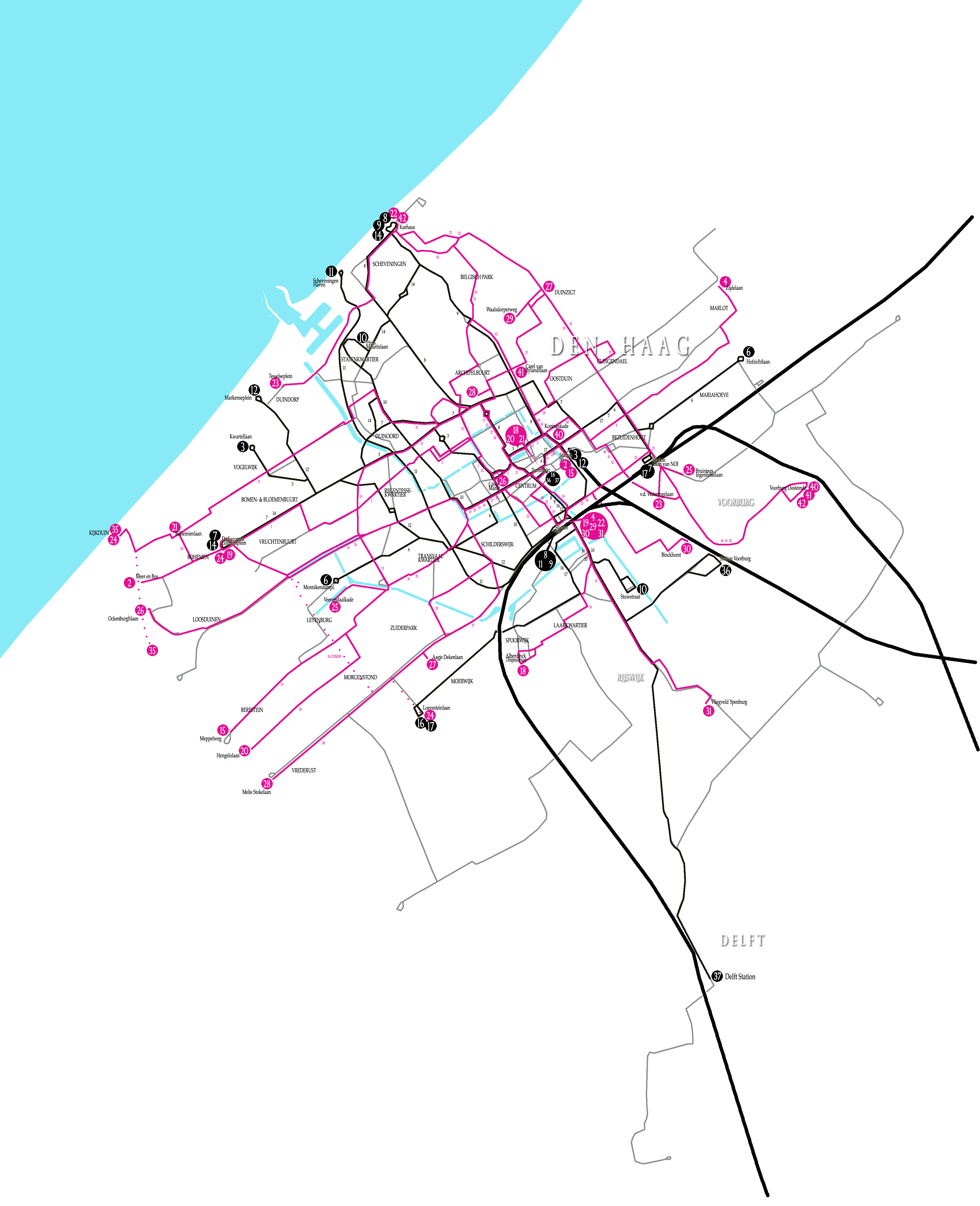
Kaart van de tram- (zwart) en buslijnen (roze) voor de start van de eerste fase van Plan Lehner

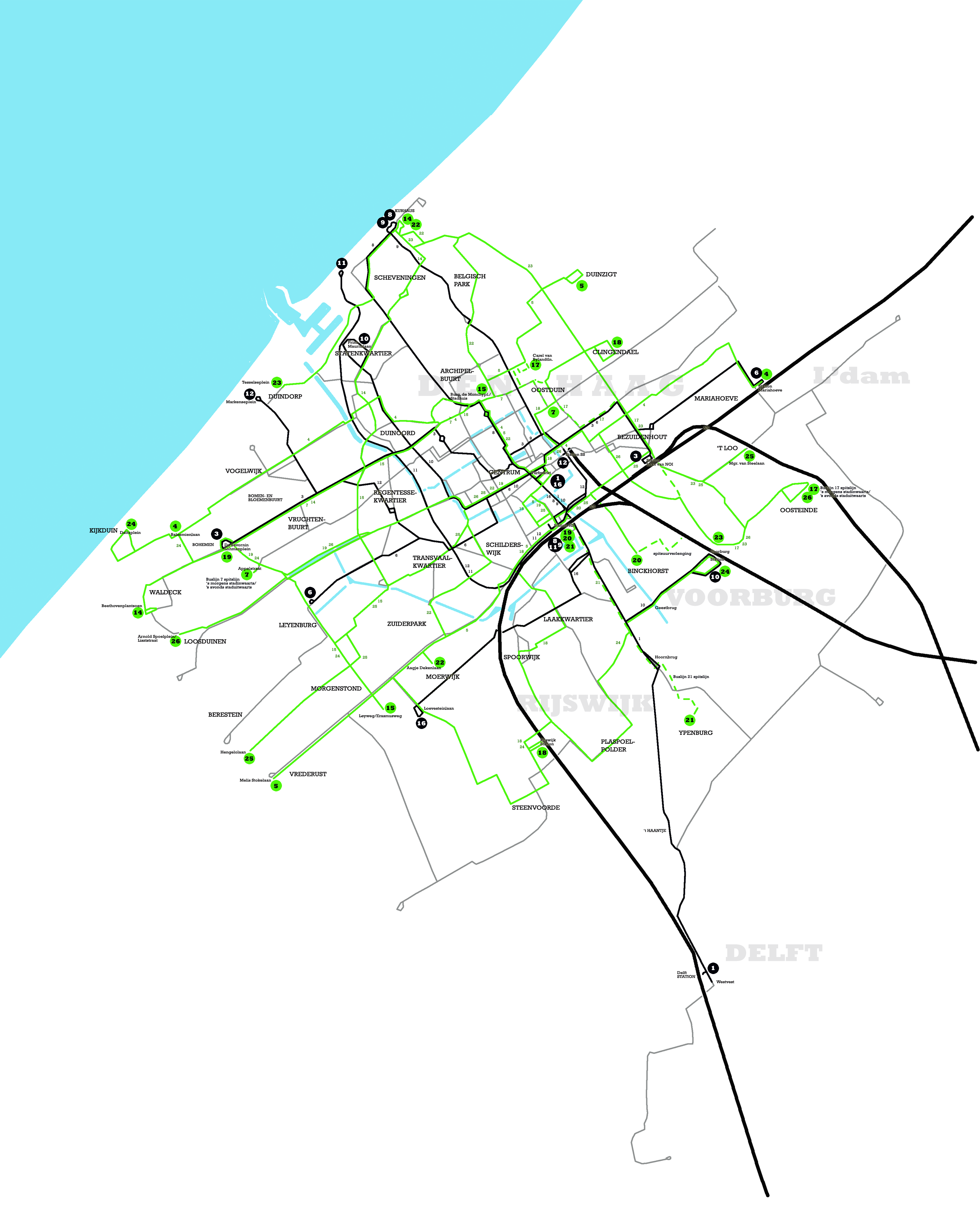
Dezelfde kaart, ná de uitvoering van de 3 fases van het plan. Gestreept zijn spitsuurbuslijnen. Tram zwart; bus groen.

Al voordat Lehner aan de slag ging, uitte hij kritiek op de tramlijnen 2 en 5, naar zijn idee zwakke tramlijnen met slechts vervoerswaarde in de spitsuren die gemakkelijk en goedkoper met bussen konden worden uitgevoerd. Daarbij speelde een rol dat deze tramlijnen reden met oud materieel met conducteurs. Het geld ontbrak ook hiervoor PCC-cars met eenmansbediening te kopen. Bovendien waren de PCC-cars eenrichtingsvoertuigen die bij het eindpunt een keerlus of -driehoek nodig hadden. De lijnen 2 en 5 werden op 8 december 1963 in één buslijn omgezet. De HTM had dit overigens al besloten in 1954, lang voordat Lehner zijn adviezen gaf. Door een tekort aan buschauffeurs was het besluit niet eerder uitgevoerd.
In de vroege jaren zestig waren onderhandelingen geopend om tramlijn I¹, de Gele Tram naar Delft, om te zetten in een autobuslijn van de WSM. Dit werd echter niet doorgezet op advies van Lehner, die de opheffing van tramlijn I² naar Wassenaar en Leiden een grote vergissing noemde. In plaats daarvan werd besloten de Delftse lijn te moderniseren. In januari 1965 werd lijn I¹ omgeschakeld van 1200 op 600 volt gelijkspanning en vernummerd tot lijn 37. De lijn kreeg PCC-cars, waarmee de exploitatie goedkoper en sneller werd. Deze maatregel betekende de redding van deze oudste interlokale tramlijn van de Benelux.
Lehner adviseerde ook tramlijn 11, die enige stadslijn die nog met het klassieke materieel reed, zo snel mogelijk geheel met PCC-cars met eenmansbediening te gaan exploiteren. Hiermee zou de gemiddelde snelheid van de dienstuitvoering kunnen worden verhoogd en de exploitatie goedkoper worden.
Voor toekomstige reizigersgroei stelde hij voor een tramlijn aan te leggen over de Melis Stokelaan (5, gerealiseerd als 9), naar Leidschendam (6, gerealiseerd) en de vertramming van buslijn 25 (niet gerealiseerd; tramlijn 6 werd doorgetrokken over de Meppelweg).

## Uitvoering
Vanaf 1965 werd het Plan-Lehner in 3 fases uitgevoerd. Vele buslijnen worden samengevoegd en dubbelingen met tramlijnen worden opgeheven.

### 1ste fase (31 oktober 1965)
- Vervanging van het oude trammaterieel op lijn 11 door PCC-cars.
- Vervanging van tramlijn 14 door een buslijn 14. Busexploitatie was veel goedkoper en de passagiersaantallen waren buiten de mooie zomermaanden gering.
- Opheffing van tramlijn 17 met frequentieverdubbeling op tramlijn 16 (Moerwijk – Turfmarkt). Het trajectgedeelte Turfmarkt – Station Laan van Nieuw Oost Indië was buiten de spits, en vooral ’s avonds en zondags, zeer slecht bezet. Passagiers moesten overstappen op lijn 6.
- Combinatie van buslijnen 22 en 27 tot één lijn 22 Scheveningen Kurhaus – Morgenstond;
- Vervanging van buslijn 28 door 5 (Vrederust – Duinzigt), die voortaan via het station Hollands Spoor reed;
- Opheffing van buslijn 42, sinds 1958 de verliesgevende Scheveningse uitloper van de lijnenbundel 40/41/42, opvolger van de vroegere lokaaldienst van de Blauwe Tram.

### 2de fase (21 mei 1966)
- Omnummering van tramlijn 37 naar 1.
- Combinatie van tramlijnen 36 en 10 tot een nieuwe lijn 10 Statenkwartier – Voorburg Station. Tevens opheffing trajectgedeelte Boekhorststraat, Parallelweg, Hofwijckstraat, Draaistraat, Cromvlietplein en Stuwstraat. De opheffing van lijn 10 door de Molenwijk (Draaistraat naar Trekweg) was een rationaliseringsmaatregel. Lehner stelde dat er met een dienstuitvoering van twee tramlijnen op de Rijswijkseweg (1 én 10) voldoende frequentie was die het opheffen kon compenseren. De opheffing van de route door de Boekhorststraat/Koningsstraat en de Parallelweg was vooral bedoeld om de dienstuitvoering te versnellen. Particulier autoverkeer hinderde de tram in deze straten veelvuldig. Een groot gedeelte van de Schilderswijk, die toen 60.000 inwoners had, werd hierdoor verstoken van openbaar vervoer met rechtstreekse verbindingen naar het Station Hollands Spoor en het stadscentrum. (De opheffing van lijn 12, in 1969, over de Vaillantlaan en door de Van der Vennestraat verergerde deze situatie.) (Oud-)Hagenaars verwijzen nog immer naar deze maatregel die het winkelend publiek uit de, toentertijd overbekende, Boekhorststraat verjoeg.
- Combinatie van buslijnen 4 en 21 tot één lijn Station Den Haag Mariahoeve – Balsemienlaan (Bohemen);
- Opheffing van buslijn 15 (Staatsspoor – Meppelweg) die tramlijn 15 in 1958 had vervangen;
- Instelling van een nieuwe buslijn 15: Burgemeester de Monchyplein (Stadhuis) – Morgenstond;
- Combinatie van buslijnen 18 en 29 tot één lijn 18 Clingendael – Rijswijk Station. Buslijn 18 verloor in deze fase haar routering door de smalle Linnaeusstraat, Oudemansstraat, Lorentzplein en Van Musschenbroekstraat omdat dit een parallelle route was langs tramlijn 16. In plaats hiervan ging lijn 18 via De Genestetlaan en Parallelweg naar het Station Hollands Spoor rijden.
- Combinatie van buslijnen 20 en 25 tot één lijn 25 Berestein – Voorburg ’t Loo;

### 3de fase (29/30 oktober 1966)
- Opheffing tramlijn 7. Deze wordt voor het grootste gedeelte door lijn 3 vervangen waarbij zij verlengd wordt naar het Bezuidenhout en Station Laan van Nieuw Oost Indië. De Groot Hertoginnelaan, Javastraat, Wassenaarseweg, Jan van Nassaulaan en Boslaan werden tramloos, en ook de Goudsbloemlaan en de Kwartellaan door het opheffen van lijn 3 op dat traject. De sterkste gedeeltes van beide lijnen werden gecombineerd tot één lijn. Het lijngedeelte Bezuidenhout – Jan van Nassaustraat – Groot Hertoginnelaan van lijn 7 had tot in de jaren 1950 een zeer hoge spitsbelasting. Gekoppelde PCC-cars werden hiervoor ingezet. In de jaren 1960 brokkelde dit af. Het trajectgedeelte van tramlijn 3 over de Goudsbloemlaan naar de Kwartellaan trok al jaren zeer weinig passagiers. Lijn 3 groeide hierna inderdaad uit tot een tramlijn met een hoge frequentie en een zeer hoog passagiersaantal.
- Instelling van een spitsbuslijn 7 (Vruchtenbuurt – Malieveld) ter compensatie van de opgeheven tramlijn 7. Geen vervangende buslijn tussen Javastraat en Bezuidenhout. In 1976 werd de lijn vernummerd in lijn 37 in verband met de komst van een nieuwe tramlijn 7. In 1985 na de verlenging van tramlijn 3 naar Waldeck werd de lijn opgeheven.
- Combinatie van buslijnen 26 en 40 tot één buslijn 26 Loosduinen – Voorburg Oost;
- Vervanging van het lijnnummer 41 door spitslijn 17 (Oostduin – Voorburg Oost).
- Opheffing van buslijn 2, deels gecompenseerd door verlenging van buslijn 19 naar het einde van de Laan van Meerdervoort.

### Niet uitgevoerde adviezen
- Lehner stelde ook voor tramlijn 6 te versnellen en deze over de Prinsegracht, ’s-Gravenzandelaan en Steijnlaan te laten lopen. Er zou minstens een tunnel onder de ’s Gravenzandelaan moeten worden aangelegd. Door de hoge kosten van dit plan, bleef het papier. Ook verlegging door de Ruijsdaelstraat ging niet door. In Bezuidenhout beval hij voor lijn 6 de route via 1e van den Boschstraat en Juliana van Stolberglaan aan. Bij het latere Oostinje werd wel rails aangelegd in 1964, maar nooit gebruikt omdat ook dit niet doorging. Zijn voorstel om lijn 16 door de Van Musschenbroekstraat te leiden haalde het ook niet. In 1927 was een tramlijn hier al gepland, maar er is nooit een tramlijn gekomen.[1][2]
- De verlegging van lijn 12 naar de route van lijn 11 stond wel in het plan, maar werd pas in 1969 uitgevoerd.[1]

## Lehners andere opdrachten in Nederland
- In 1965 gaf ook de gemeente Nijmegen aan Lehner de opdracht een nieuw lijnennet te ontwikkelen voor de stad. Mede op grond van zijn adviezen werd de Nijmeegse trolleybus in 1969 opgeheven. Lehner stond bekend als tegenstander van trolleybussen en zou medeverantwoordelijk zijn geweest voor de opheffing van enkele Duitse trolleybusbedrijven.
- Ook de gemeente Groningen vroeg Lehner om advies. In 1971 adviseerde hij het Groninger stadsbusstation te verplaatsen van de Grote Markt naar het NS-hoofdstation. Ook adviseerde hij een lijnennet van dubbelradialen lijnen, van buitenwijk naar het centrum en vandaar naar een andere buitenwijk. Op 29 april 1973 werd het nieuwe lijnennet gerealiseerd.[3]

## Trivia
- De tegenstanders van het plan zeiden: Lehner leerde Lotje lopen.